# Perutnina Ptuj/2007
Deze pagina geeft een overzicht van de wielerploeg Perutnina Ptuj in 2007.
| Naam              | Geboortedatum | Nationaliteit | Ploeg 2006 |
| ----------------- | ------------- | ------------- | ---------- |
| Kristijan Durasek | 26-07-1987    | Kroatië       |            |
| Gregor Gazvoda    | 15-10-1981    | Slovenië      |            |
| Aldo Ino Ilešič   | 01-09-1984    | Slovenië      |            |
| Matija Kvasina    | 04-12-1981    | Kroatië       |            |
| Mitja Mahorič     | 12-05-1976    | Slovenië      |            |
| Matej Marin       | 02-07-1980    | Slovenië      |            |
| Andrej Omulec     | 19-11-1982    | Slovenië      |            |
| Radoslav Rogina   | 03-03-1979    | Kroatië       |            |
| Matej Stare       | 20-02-1978    | Slovenië      |            |